# Grande Traversata delle Alpi

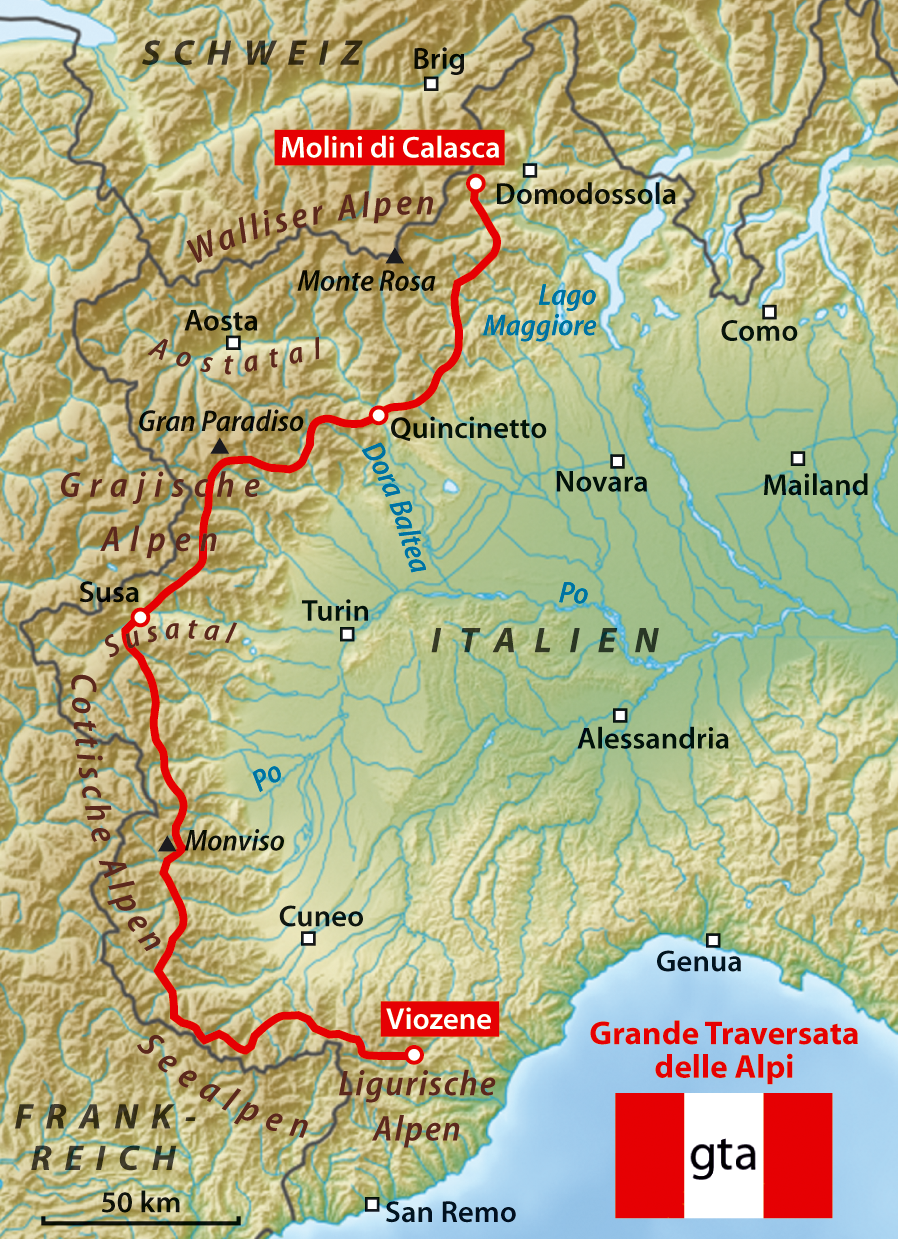
kaart van de route

De Grande Traversata delle Alpi (GTA) is een langeafstandswandelpad door de Italiaanse Alpen in de regio Piemonte. De route telt 55 etappes en is meer dan 1000 kilometer lang. Het beginpunt is in Calasca-Castiglione, in de buurt van de Monte Rosa, en de route eindigt aan de Middellandse Zee in de kustplaats Ventimiglia. 
De wandelroute voert langs eeuwenoude paden en is doorgaans niet moeilijk, maar fysiek wel zwaar door de grote hoogteverschillen (600 tot 1200 meter per dag). Overnachtingen zijn als regel in een van de dorpen op de route. De traditionele dorpen van bergbewoners als de Walser vormen een van de attracties van de route. 

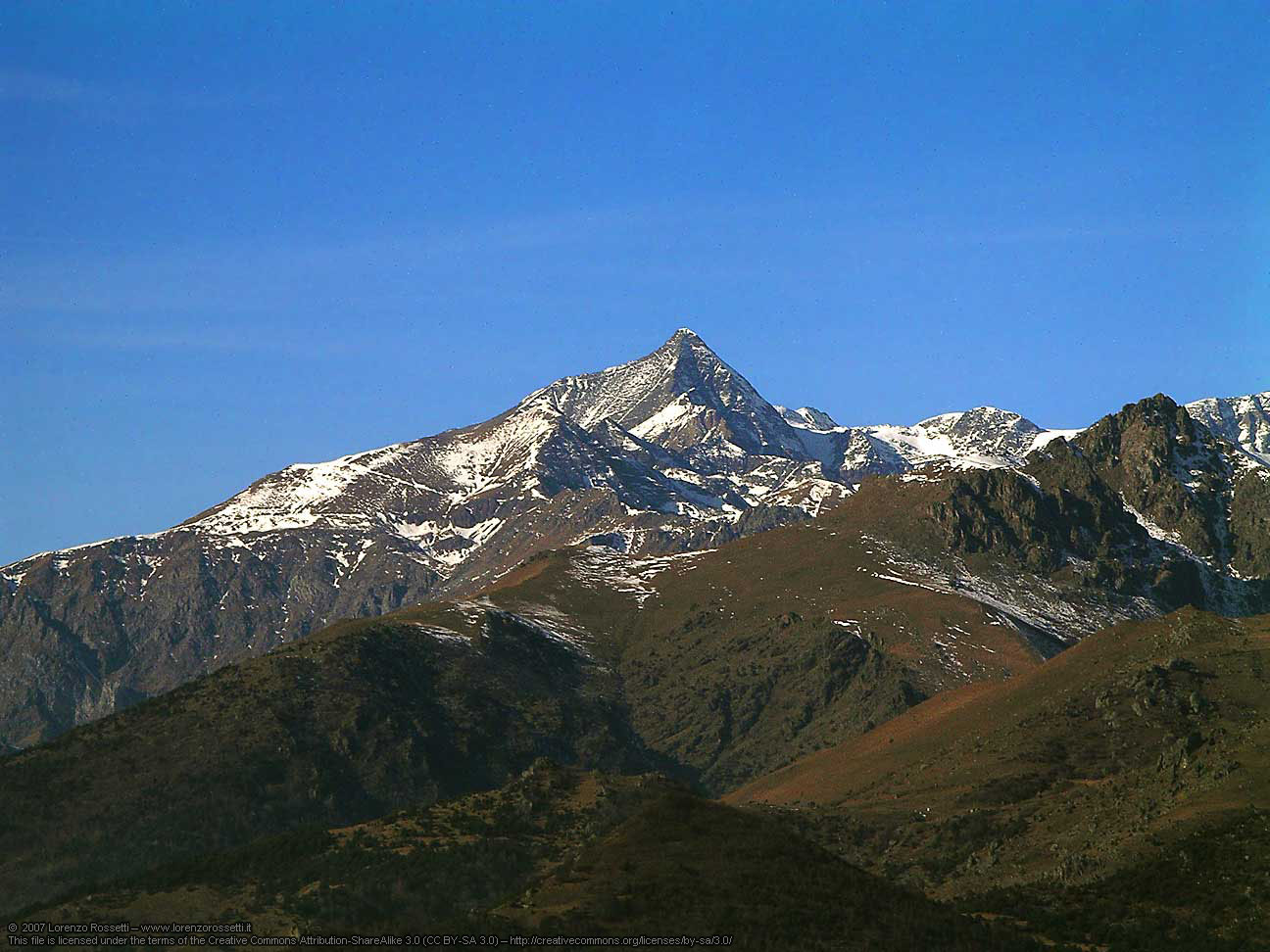
de 3538 meter hoge Rocciamelone
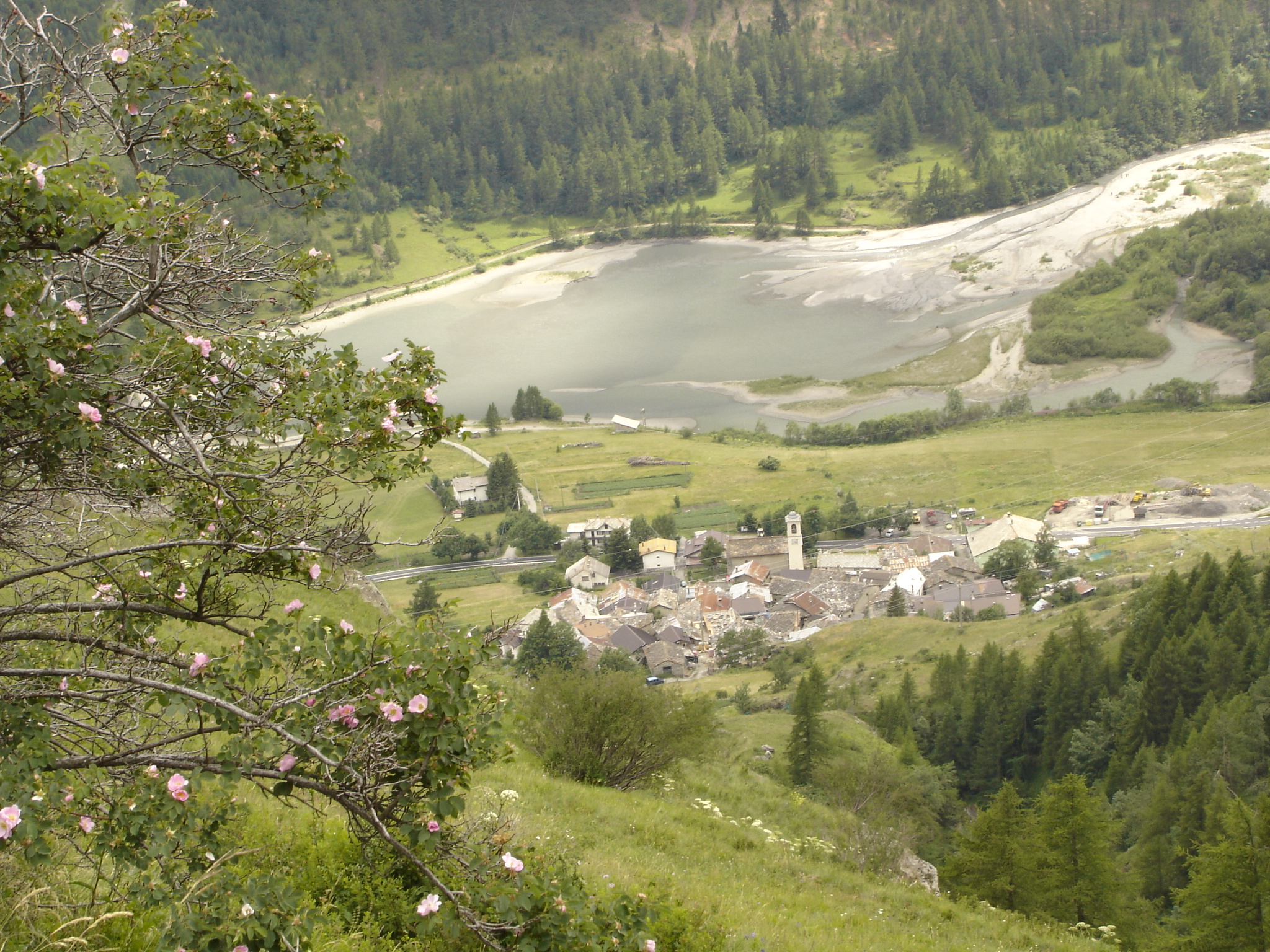
Usseaux in Val Chisone
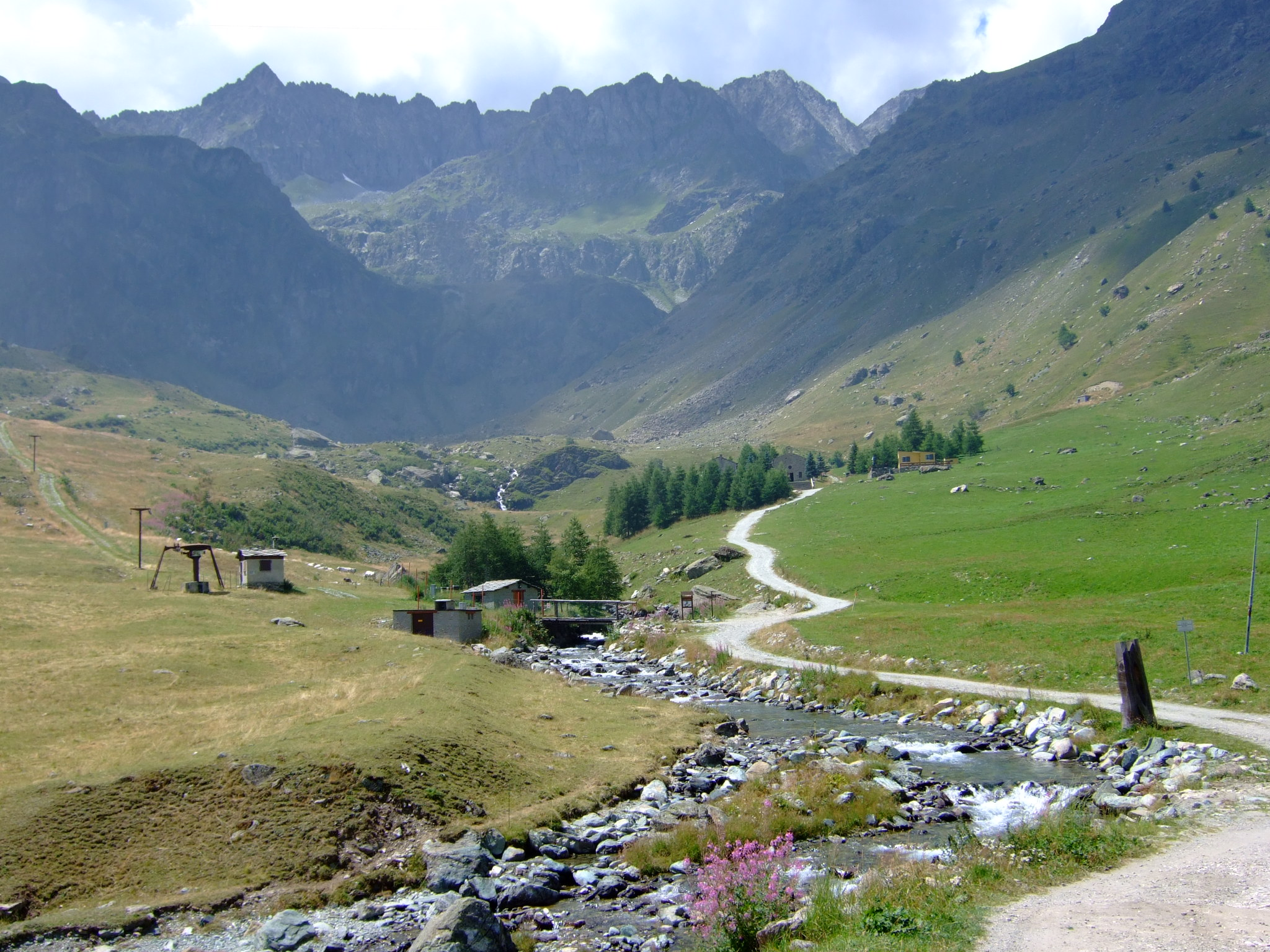
Povallei
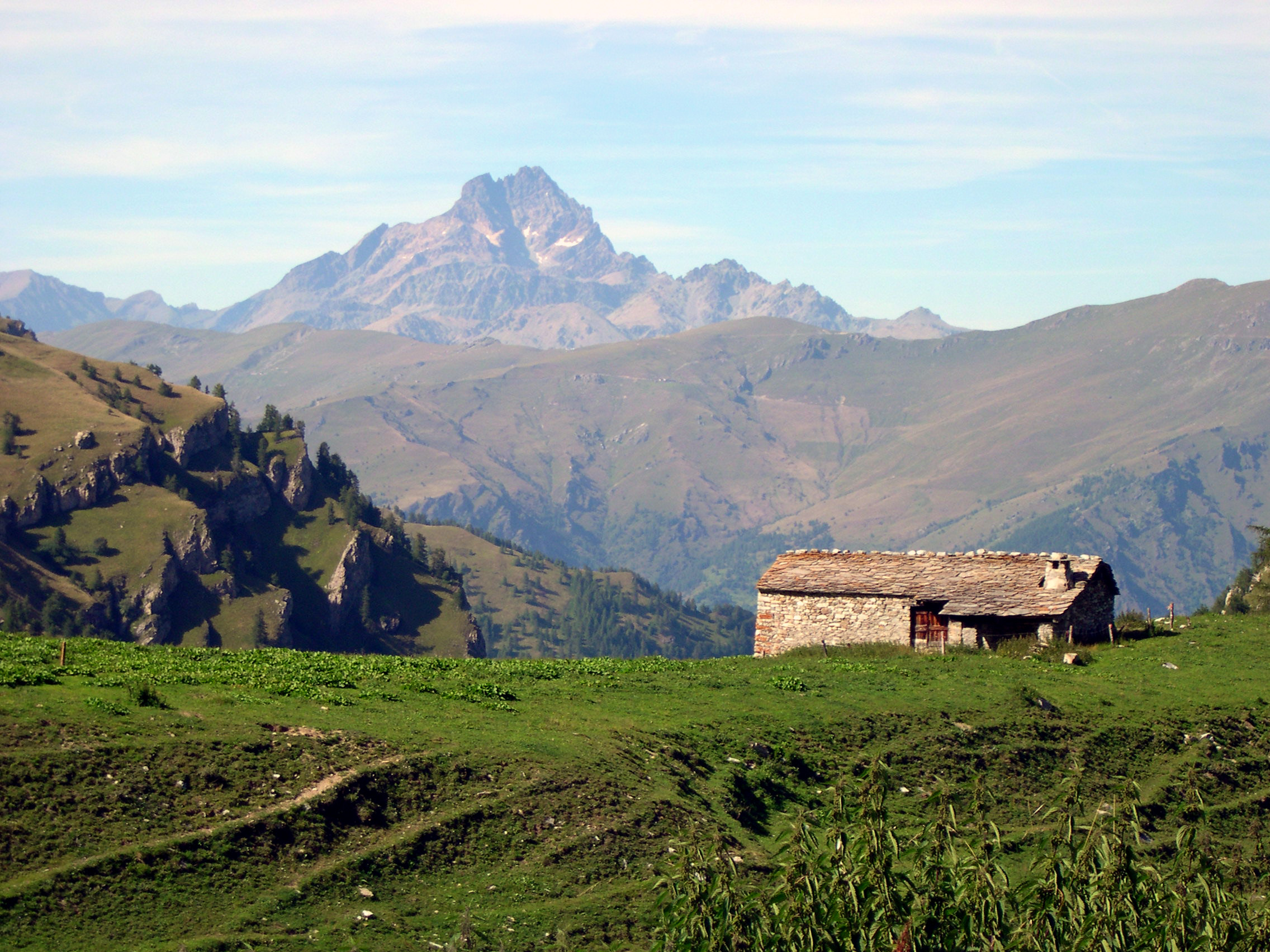
Valle Maira gezien vanaf Monviso